# Сварка оплавлением
Сварка оплавлением металлов — один из способов контактной стыковой сварки. При сварке оплавлением вначале на детали подают напряжение от сварочного трансформатора, а затем их сближают с заданной скоростью. При соприкосновении деталей в образующихся отдельных контактах вследствие большой плотности тока металл контактов быстро нагревается и взрывообразно разрушается. Часть выделившегося при этом тепла безвозвратно теряется в атмосфере с брызгами металла, другая часть благодаря теплопроводности накапливается в стыке. Накопление тепла в процессе непрерывного образования и разрушения контактов — перемычек обеспечивает нагрев торцов деталей. К концу процесса нагрева на торцах образуется сплошной слой жидкого металла. В этот момент резко увеличивается скорость сближения деталей. Торцы соединяются, большая часть жидкого металла вместе с поверхностными плёнками и частью твердого металла выдавливается из зоны сварки, образуя утолщение — грат. Сварочный ток выключается во время осадки деталей. Основная технологическая роль оплавления заключается в нагреве деталей до образования на торцах слоя расплавленного металла и в получении соответствующего распределения температур в околошовной зоне для проведения последующей осадки и удаления расплава и оксидов.
Преимуществами стыковой сварки оплавлением являются: высокая производительность; относительно низкий расход электроэнергии при высоком КПД;
простота подготовительных операций; возможность соединения большой номенклатуры материалов, в том числе разнородных материалов; простота управления, благодаря автоматизации оборудования; стабильно высокое качество сварных соединений, так как остатки перегретого металла и разрушенной оксидной пленки не остаются в стыке, а вытесняются наружу вместе с гратом в процессе осадки.
Процесс оплавления может быть прерывистым и непрерывным. Сварка оплавлением имеет преимущества перед сваркой сопротивлением: торцы заготовок перед сваркой не требуют тщательной подготовки, можно сваривать заготовки с сечением сложной формы и большой площадью, а также разнородные металлы. Стыковую сварку оплавлением применяют для соединения заготовок сечением до 100 000 мм2. Типичными изделиями являются элементы трубы, колеса, кольца, рельсы, железобетонная арматура, листы, ленточные пилы. Контактная сварка оплавлением — один из широко распространённых методов сварки давлением, он позволяет существенно расширить номенклатуру свариваемых материалов по сравнению со сваркой плавлением.
Специализированные машины для сварки оплавлением стали выпускаться к 1930 году. Они были разработаны, в частности, фирмами «Ля судур электрик» (Франция) и «General Electric», обеспечивающие контроль времени выполнения технологического процесса с высокой точностью. В 1933 году ленинградским заводом «Электрик» были выпущены четыре марки машин для контактной сварки различной мощности; при этом мощность машины АСА-3 достигала 6 кВА, а машины АС-75 при непрерывной работе — 75 кВА, при прерывистой работе — 120 кВА (сечение стального проката до 1800 мм2, латуни — 600 мм2).
К общим недостаткам контактных машин известных зарубежных производителей можно отнести: расположение зажимов лент не симметричное по отношению к оси сварочного трансформатора не обеспечивает равномерного нагрева лент при термообработке (электромагнитное поле трансформатора смещает линии тока); большие массы подвижных зажимов обуславливают малые скорости осадки при сварке сечений, которые являются минимальными для сварочной машины; процесс оплавления сопровождается выделением большого количества частиц металла в виде брызг и аэрозолей. Поэтому во всех сварочных машинах чрезвычайно уязвимы подшипники каретки подвижного зажима и поверхности медных токоподводящих губок; для шлифовки токоподводов необходимо их снятие со сварочной машины.